# Liste der Kardinalskreierungen Johannes’ XVII.
Papst Johannes XVII. (1003) kreierte während seines kurzen Pontifikates lediglich einen Kardinal.

## 1003
- Petrus, Kardinalbischof von Ostia, † 1005

## Quelle
- Kardinalskreierungen Johannes’ XVII.. In: Salvador Miranda: The Cardinals of the Holy Roman Church. (Website der Florida International University, englisch), abgerufen am 23. Oktober 2016.